# Un tenero tramonto
Un tenero tramonto è un film del 1984, diretto da Raimondo Del Balzo.

## Trama
Franz Bollenstein è un delinquente dedito, tra le altre cose, all'esportazione di valuta. Un giorno, geloso della ricca eredità di Nicoletta, sua figliastra, incarica il suo uomo di fiducia, Antonio Olivieri, di rintracciare la ragazza che nel frattempo è scappata da casa e di rinchiuderla in una clinica svizzera. Ma Antonio si innamora di Nicoletta.